# Mauro Santambrogio
Mauro Santambrogio (Erba, Llombardia, 7 d'octubre de 1984) és un ciclista italià, professional des del 2004.
En el seu palmarès destaca la victòria als Tres Valls Varesines de 2009. El 2013 guanyà una etapa al Giro d'Itàlia amb final a Bardonecchia. Amb tot, pocs dies després, el 3 de juny, es va fer públic que havia donat positiu per EPO en un control antidopatge efectuat durant la primera etapa del Giro, la mateixa substància per la qual el seu company d'equip Danilo Di Luca havia estat exclòs durant la disputa del del Giro. Per aquest motiu la victòria li va ser retirada. La notícia del positiu no va sorprendre, ja que era un ciclista que estava sota sospita des de feia temps degut a l'alt rendiment tingut els darrers mesos. De la mateixa manera que Di Luca, Santambrogio fou acomiadat immediatament pel Vini Fantini-Selle Italia.
A finals del 2014, quan encara no havia complert l'any i mig de suspensió, Santambrogio va tornar a donar positiu. A l'octubre de 2015 va ser sancionat amb tres anys a partir de la data del positiu, finalitzant el 21 d'octubre de 2017.

## Palmarès
- 2005
  - 1r al Giro del Llac Maggiore
  -  Medalla de bronze en la cursa en línia dels Jocs del Mediterrani
- 2009
  - 1r als Tres Valls Varesines
- 2013
  - 1r al Gran Premi de la indústria i l'artesanat de Larciano
  - Vencedor d'una etapa al Giro d'Itàlia

### Resultats al Tour de França
- 2009. 132è de la classificació general
- 2010. Abandona (15a etapa)

### Resultats al Giro d'Itàlia
- 2008. Abandona (11a etapa)
- 2010. Abandona (11a etapa)
- 2012. 9è de la classificació general
- 2013. 9è de la classificació general. Vencedor d'una etapa

### Resultats a la Volta a Espanya
- 2008. 121è de la classificació general
- 2011. 88è de la classificació general
- 2012. 58è de la classificació general